# 利奥波德·菲利普·冯·海斯特
利奧波德·菲利普·馮·海斯特（德語：Leopold Philip von Heister，1716年11月19日—1777年11月19日），黑森-卡塞爾公國軍官，美國獨立戰爭時期英國的黑森僱傭兵將軍。
海斯特生於1707年，後來成為黑森-卡塞爾公國的軍官。當英國聘請黑森僱傭兵參與美國獨立戰爭時，海斯特憑著年資，順勢成為黑森士兵的主帥。海斯特曾參與長島會戰及白原戰役，但因與威廉·何奧合作有隙，再加上手下於特倫頓戰役戰敗，最後在1777年歸國，並於同年病死。